# Lafossaïta
La lafossaïta és un mineral de la classe dels halurs. Rep el seu nom del cràter La Fossa, a l'illa Vulcano, situada a l'arxipèlag de les Eòlies (Itàlia).

## Característiques
La lafossaïta és un halur de fórmula química Tl(Cl,Br). Cristal·litza en el sistema isomètric, formant una espècie de recobriment de cristalls en forma de cubs i octàedres i les seves combinacions. La seva duresa a l'escala de Mohs és 3 a 4.
Segons la classificació de Nickel-Strunz, la lafossaïta pertany a «03.AA - Halurs simples, sense H₂O, amb proporció M:X = 1:1, 2:3, 3:5, etc.» juntament amb els següents minerals: marshita, miersita, nantokita, iodargirita, tocornalita, bromargirita, clorargirita, carobbiïta, griceïta, halita, silvina, vil·liaumita, salmiac, calomelans, kuzminita, moschelita, neighborita, clorocalcita, kolarita, radhakrishnaïta, callacolloïta i hephaistosita.

## Formació i jaciments
Es forma per sublimació del gas de les fumaroles. Sol trobar-se associada a altres minerals com: cannizzarita, galenobismutita o pirita. La seva localitat tipus es troba al cràter La Fossa, a l'illa Vulcano, a l'arxipèlag de les Eòlies (Província de Messina, Sicília). També a Itàlia se n'ha trobat al vesuvi. Es coneixen altres dos indrets en es pot trobar aquesta espècie mineral: al mont Nakkaalaaq (Groenlàndia) i als dipòsits de tal·li de Xiangquan (Xina).